# The X Factor (Reino Unido)
The X Factor UK es una competencia británica de reality show de música para encontrar nuevos talentos de canto, impugnada por los aspirantes a cantantes procedentes de audiciones públicas. Creado por Simon Cowell, el programa se inició en 2004 y desde entonces se ha emitido anualmente a partir de agosto / septiembre hasta diciembre. El show es producido por FremantleMedia, Thames (productora), anteriormente Talkback Thames y de Cowell productora de TV Syco Music. Se emite en la ITV red en el Reino Unido y la transmisión simultánea el TV3 en Irlanda. El "Factor X" se refiere a lo indefinible "algo" que hace que la calidad de estrella. La serie consta de audiciones, campo de entrenamiento, las casas de los jueces, de varias semanas de videos en vivo, semifinales y la final. Tras el éxito de la serie, que luego se convirtió en un El Factor X siguiendo un formato similar. La serie tiene un spin-off detrás de las escenas espectáculo llamado Xtra Factor #El, que se transmite directamente después de la función principal de ITV2.
El jurado original consistió en Louis Walsh, Sharon Osbourne y Simon Cowell. Brian Friedman reemplazado Walsh en The X Factor (temporada 4), que también vio Dannii Minogue unirse al panel. Sin embargo, Friedman dejó durante las audiciones y Walsh regresó. Cheryl Cole tomó el lugar de Osbourne en The X Factor (temporada 5). Gary Barlow, Kelly Rowland y Tulisa Contostavlos se unieron al grupo especial en The X Factor (temporada 8) como sustitutos de Cowell, Minogue y Cole sin embargo Rowland The X Factor (temporada 9) y fue reemplazada por Nicole Scherzinger. Osbourne regresó al panel de The X Factor (temporada 10), en sustitución de Contostavlos. Cowell y Cole regresaron para reemplazar Barlow y Osbourne en The X Factor (temporada 11), mientras que Mel B sustituye Scherzinger. En The X Factor (temporada 12), Mel B y Walsh fueron reemplazados por Rita Ora y Nick Grimshaw. Las tres primeras series fueron presentados por Kate Thornton, a continuación de la serie 4, hasta la serie 11, el espectáculo fue presentado por Dermot O'Leary. La temporada 12, el espectáculo fue presentado por Caroline Flack y Olly Murs. Además, en la temporada 10, Flack sirvió como presentador entre bastidores durante los espectáculos de Saturday Night Live. El espectáculo se divide en diferentes etapas, a raíz de los concursantes de audiciones a la final. En la etapa inicial de audición televisada del programa, los concursantes cantaron en una sala de audición frente a solo los jueces, pero a partir de The X Factor (temporada 6) en adelante, audiciones para cantar en un escenario delante de los jueces y una audiencia en vivo. En las series 10 y 11, se utilizaron ambos formatos audiciones. audiciones exitosos atraviesan al "campo de entrenamiento" y luego a "casas de los jueces", donde los jueces reducir el número de actos en su categoría a tres o cuatro actos de mentores para los vídeos en vivo, donde el voto del público por sus actos favoritos siguiendo en directo cada semana las actuaciones de los concursantes.
Ha habido trece ganadores de la serie hasta la fecha: Steve Brookstein, Shayne Ward, Leona Lewis, Leon Jackson, Alexandra Burke, Joe McElderry, Matt Cardle, Little Mix, James Arthur, Sam Bailey, Ben Haenow, Louisa Johnson y Matt Terry. Los ganadores reciben un contrato de grabación con el sello discográfico Syco Music con un valor declarado de £1 millón. Esto incluye un pago en efectivo al ganador, pero la mayor parte se destina a la comercialización y el registro de los costos. De 2004 a 2010, nuevamente en 2013 y 2014, la única concursante ganador fue puesto en libertad a tiempo para la batalla tabla de fin de año para el Reino Unido Lista de UK Singles Chart números uno Navidad, una punto que fue adquirida en 2005, 2006, 2007, 2008, 2010, 2013 y 2014. en 2011 y 2012, única del ganador se publica una semana antes. Todos los sencillos de los ganadores han llegado a alcanzar la posición número uno gráfico, sin embargo-Brookstein y McElderry tanto en vez reclamado número uno del año nuevo una semana más tarde en 2004 y 2009, respectivamente, mientras que Little Mix logró el primer lugar una semana antes en 2011. En 2012, Arthur alcanzó el puesto número uno a la semana anterior también, pero también afirmó número uno del Año Nuevo, convirtiéndose en el primer (y de momento solo)  Factor X  ganador para recuperar el primer lugar con el sencillo de su ganador. A junio de 2014, un total de 35 sencillos número uno ha sido alcanzado por The X Factor UK, como Lewis, Burke, JLS, Olly Murs, Cher Lloyd, One Direction y Little Mix.
El show es el iniciador de la comunidad internacional  The X Factor , es el mayor concurso televisivo de talentos en Europa y ha demostrado ser muy popular entre el público. En la temporada 6 atrajo a 200.000 audiciones y alcanzó el 19,7 millones de espectadores del Reino Unido (una participación de audiencia del 63,2%) . Más de 10 millones de votos en la final de la temporada 6 . El 15 de noviembre de 2013, ITV anunció que Cowell ha firmado un contrato de tres años la renovación de  The X Factor  hasta 2016 .

## Historia
El Factor X  fue creado por Sony Music Entertainment A&R y el juez Simon Cowell como un sustituto de Pop Idol. Cowell, que era un juez en  Pop Idol , deseaba poner en marcha un programa a la que era propietario de los derechos de televisión. Pop Idol en su primera temporada fue de gran éxito, mientras que la segunda temporada también tuvo éxito, las cifras de audiencia para su final cayó. Algunos incluyendo compañeros de Cowell en Pop Idol el juez Pete Waterman considera a Michelle McManus como una ganadora digna. En el año 2004, ITV (red de TV). Anunció un nuevo espectáculo creado por Cowell, sin la participación del creador de Pop Idol Simon Fuller - El Factor X.

## Formato

### Categorías
A diferencia  Pop Idol ,  The X Factor  no tiene límite de edad superior, se pueden aplicar los grupos, y los concursantes también están divididos en categorías. Cowell dijo: "Estamos tratando de crear una competición diferente. Con suerte vamos a ser capaces de atraer a alguien sobre la edad de 35 años, que sigue diciéndome 'no hay ningún artistas que me gustan en el concurso'. es increíble, pero no hemos atendidos compradores de discos mayores que desean comprar en el nuevo Cliff Richard o lo que sea.
Para la temporada 1-3 el concurso se dividió en tres categorías: 16-24s (solistas 16-24 años), mayores de 25 años (solistas 25 años y más) y grupos (incluyendo dúos). En la temporada 4-5, la edad mínima se redujo a 14, la creación de un grupo de 14 a 24 años de edad. Con la adición de un cuarto juez a la temporada 4, este se divide en secciones masculinas y femeninas separadas, haciendo cuatro categorías en todo: "Boys" (14-24 varones), "Girls" (14-24 hembras), mayores de 25 años y grupos. Para la temporada 6, la edad mínima regresó a 16, lo que significa que la categoría "Boys" se convirtió 16-24 varones y "Girls" se convirtió en la categoría de 16-24 muchachas. Para la temporada 7, los límites de los grupos de edad fueron cambiados y los menores de 25 Más de Over 28s se convirtió, con las categorías Chicos y chicas convertirse 16-28 . Se cambió de nuevo a mayores de 25 años para la temporada 8 , antes de volver a Más de 28s en temporada 9 . En la temporada 10, se convirtió en los 25 años de nuevo . En la temporada 11, la edad mínima regresó a 14. Esto luego regresó a 16 en la temporada 12. También en la temporada 12, la categoría 25 años pasó a denominarse "Overs". En la temporada 11, cada juez eligió un comodín para otro juez; esto podría ser cualquier acto que se le dio un asiento en cualquier punto en el desafío de seis plazas.

### Etapas
Hay cinco etapas en el concurso:
- Etapa 1: audiciones de productores - estas audiciones son no-televisado y se decide quién va a cantar delante de los jueces.
- Etapa 2: audiciones de los jueces - ya sea en una sala de audición (temporada 1-5), una arena (temporada 6-9, 12), o ambos (temporada 10-11).
- Etapa 3: Bootcamp - ya sea una serie de desafíos y noquear rondas (temporada 1-9), el desafío de seis plazas (temporadae 10-11), o ambos (temporada 12).
- Etapa 4: casas de los jueces - ya sea pregrabado (temporada 1-11) o en vivo (temporada 12).
- Etapa 5: Shows en vivo (final).

#### Audiciones
Una ronda de primeras audiciones se lleva a cabo frente a los productores meses antes de que el programa se emite, ya sea por aplicación y cita, o en las audiciones "abiertos" que cualquiera puede asistir. Estas audiciones celebradas en varios lugares alrededor del Reino Unido, atraen a grandes multitudes. Las audiciones mismos no se transmiten por televisión, pero los tiros de multitudes agitaban y "coches de los jueces" llegan son filmados y luego empalmar con las audiciones televisados tomadas a finales de año. El equipo de producción abastecer al público con carteles de "hechos en casa" . Después de esperar en el lugar durante horas y el rodaje más insertos de gritar y agitar, los candidatos se les da una breve audición por alguien del equipo de producción. En caso de que pasar la audición (ya sea por razones de talento o para el potencial de hacer televisión entretenida), se les da un "boleto de oro" que les permite cantar a un miembro de una producción más altos. Solo los candidatos que superen con éxito que las audiciones segunda y tercera están invitados a realizar para los jueces. La versión televisada falsifica el proceso por lo que implica que la totalidad de las grandes multitudes todos realizan a los jueces.

#### Bootcamp & Casa de los jueces
Los concursantes seleccionados en las audiciones son más refinada a través de una serie de actuaciones en el "campo de entrenamiento" y luego en "la casa de los jueces", hasta un número pequeño finalmente avanzan a las finales en vivo (nueve en la temporada 1, doce de la temporada 2 a 6, dieciséis de la temporada 7-8, trece en la temporada 9 y de nuevo a 12 en la temporada 10). Walsh reveló en octubre de 2007 que las casas de los jueces que los concursantes visitan en realidad no pertenecen a ellos, pero a veces se alquilan para el propósito . Durante estas etapas, los productores asignan a cada uno de los jueces de una categoría al Mentor. En las primeras temporadas esta asignación se llevó a cabo después de la finalización de las audiciones y antes del campo de entrenamiento, pero a partir de la temporada 4, los cuatro jueces trabajan conjuntamente en la etapa de bootcamp. Ellos eligen colectivamente 24 actúan (seis de cada categoría) para la siguiente ronda, y solo entonces averiguar qué categoría serán mentores.
La actual serie vio el desafío de seis silla usada como la segunda etapa de bootcamp. La primera etapa se realizan los actos de sus asignaciones para grupos habituales, después de lo cual los concursantes se enteran de que van a ser sus mentores ante el reto de seis silla .
Para la temporada 12, las casas de los jueces redonda se le dio un nuevo pellizco: los concursantes realizan con sus mentores en los destinos programados, como de costumbre, sino que solo se enteran de si están o no a través de los espectáculos en vivo durante un partido decisivo en vivo frente a una audiencia en el estudio de los amigos y familiares.

#### Casa TheX Factor
Los finalistas seleccionados (ya sea 9, 12, 13 o 16 actos) se mudan a un alojamiento compartido para participar en el programa. La casa tiene capacidad para ambos competidores y el personal de producción de TV y metraje de la casa se utiliza a menudo en el spin-off espectáculo de  El Xtra Factor . En 2009 la casa, en Heath Avenue West, Golders Green, recibido cobertura de prensa significativa cuando fue rodeado por los ventiladores, lo que lleva a la policía que se llama. Esto llevó a la preocupación por los vecinos de la casa en 2010 Hyver Hill, Mill Hill que recibiría una atención similar, con un agricultor de la zona preocupaba su tierra sería dañado, pero las empresas locales se dice que están deseando que el aumento del comercio. La residencia de 2011, Connaught Casa en Hertford Heath había instalado cámaras para filmar . En 2012, los finalistas se quedaron en el Hotel Corinthia en Londres.

#### Shows en vivo

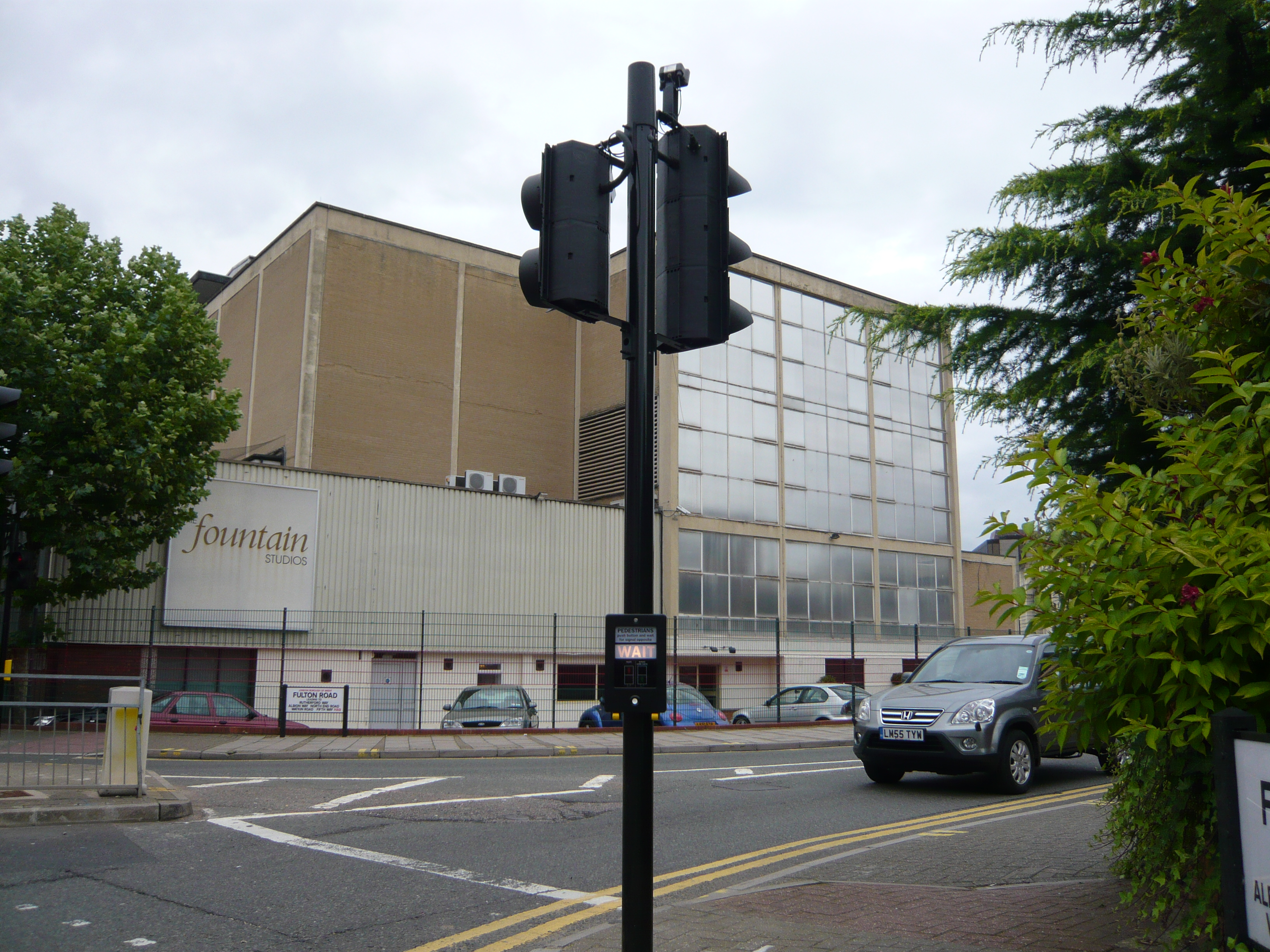
Entrada a Fountain Studios

Las finales consisten en una serie de dos shows en vivo, el primero con las actuaciones de los concursantes y el segundo revelar los resultados de la votación del público, que culminó con uno o más actos de ser eliminados. ejecutantes de la celebridad de los huéspedes también disponen de forma regular. Estos espectáculos en vivo se filmaron en Estudios Fountain en Wembley, Londres. En la serie 1-5, ambos en vivo fueron transmitidas por las noches de sábado. En la serie 6, los resultados muestran trasladaron a domingos por la noche. En la serie 1, nueve fueron sometidos a actos de los espectáculos en vivo, aumentó a doce en serie 2. En la serie 7, tras la adición de cuatro comodines, se incrementó a 16. en serie 8, los jueces seleccionaron cuatro actos cada uno para ir a través de los espectáculos en vivo, sin la inclusión de caracteres comodín. Luego, en la serie 9, se reduce de nuevo a tres cada uno, pero se añadió un comodín, es decir hubo 13 finalistas. Serie 10 de revertir a 12 finalistas. Serie 11 inicialmente hizo lo mismo, pero la adición de cuatro comodines en los shows en vivo se lo llevó hasta 16 finalistas.

##### Actuaciones
El espectáculo se basa principalmente en la identificación de un potencial de estrella del pop o estrella de grupo, el canto de talento, apariencia, personalidad, presencia en el escenario y rutinas de baile son elementos importantes de las actuaciones de los concursantes. En los directos iniciales, cada acto realiza una vez en el primer show en frente de una audiencia en el estudio y los jueces, por lo general cantando sobre una pista de acompañamiento pregrabado. Los bailarines también se ofrecen comúnmente. Hechos en ocasiones se acompañan a sí mismos en la guitarra o el piano.
Una vez que el número de participantes se ha reducido a cuatro (temporadas 1 y 3), cinco (temporadas 2, 4, 5, 6, 8, 9, 10 y 11) o siete (temporada 7), los cambios de formato. Cada acto lleva a cabo dos veces en la primera muestra, con la apertura voto del público después de la primera actuación. Esto continúa hasta que solo dos (temporadas 1 y 3), tres (temporadas 2, 4, 5, 6, 8, 9, 10 y 11) o cuatro (temporada 7) actúa permanecen. Estos actos van a aparecer en la gran final que decide el ganador por votación pública. En la serie más allá de algunas de las audiciones fallidos más memorables de las primeras rondas también han regresado para una aparición especial en la final. Desde su inicio hasta las temporadas 7, la final tuvo lugar en el mismo estudio que los espectáculos en directo. Sin embargo, de la serie 8 en adelante, debido al éxito de las audiciones de la arena, la final ahora tiene lugar en Wembley Arena, con capacidad para un gran escenario y un público mucho más grande (de la temporada 9, sin embargo, la final tuvo lugar en Manchester central como Wembley Arena no estaba disponible).
La temporada 6 se produjo un cambio en el formato de espectáculo en vivo: desde entonces, los shows en vivo los sábados muestran solo las actuaciones de los concursantes, y muestra los resultados del domingo revelan los resultados para los concursantes, brindándole a los televidentes un lapso de tiempo mucho más largo de voto. La temporada 9 cambió completamente el formato de votación. Las líneas están abiertas para los espectadores voten al inicio de cada espectáculo y, a continuación, cierre durante los resultados muestran.

##### Resultados
Antes de que los resultados se anuncian, hay actuaciones en directo o pregrabados de una o más celebridades invitadas, a menudo con artistas relacionados con el tema de la semana. De la serie 6 en adelante, los resultados muestran comienza con un rendimiento del grupo de los concursantes restantes. Sin embargo, la canción se pregrabado y los concursantes mimo, debido a problemas con el número de micrófonos . Los dos actos de votación menos votos se revelan. Tanto estos actos llevan a cabo de nuevo en un "enfrentamiento final", y los jueces votan sobre cuál de los dos para enviar a casa. En la primera de cuatro series de la parte inferior dos concursantes repitieron su canción anterior, pero a partir de la serie 5 que fueron capaces de recoger nuevas canciones. En la serie 3, se produjo un giro en el acto con menos votos fue eliminado de forma automática, y los dos con los próximos menor número de votos realizados en el "enfrentamiento final" como algo normal. Los lazos se hizo posible con la introducción de un cuarto juez en serie 4. En caso de empate, el resultado va a un punto muerto, y el acto que se produjo el pasado en la votación pública es enviado a casa. El número exacto de votos emitidos por cada acto no es revelado, ni siquiera el orden; según un portavoz, "Nosotros nunca revelar las cifras de la votación durante la competición, ya que podría dar a los participantes una ventaja injusta y echar a perder la competencia por los espectadores".
En la temporada 10, se introdujo el voto de flash: cuando un competidor se revela con los votos menos flash en show en vivo del sábado, y el concursante con el segundo más bajo de votos de la votación pública restante se anuncia en los resultados del domingo muestran y por lo tanto participa en la final enfrentamiento con el otro competidor. A pesar de la votación flash de eliminar todas las posibilidades de estancamiento, que rápidamente atrajo críticas por parte de los espectadores y se dejó caer rápidamente después de varias semanas. Sin embargo, otra variación de los votos de flash ha debutado en serie 11 veces como parte de una doble eliminación. En esta variación, el acto que sondea menos votos en el show del sábado se elimina automáticamente. Los dos actos con los próximos menor número de votos el domingo después realice en el enfrentamiento final.

### Después deThe X Factor

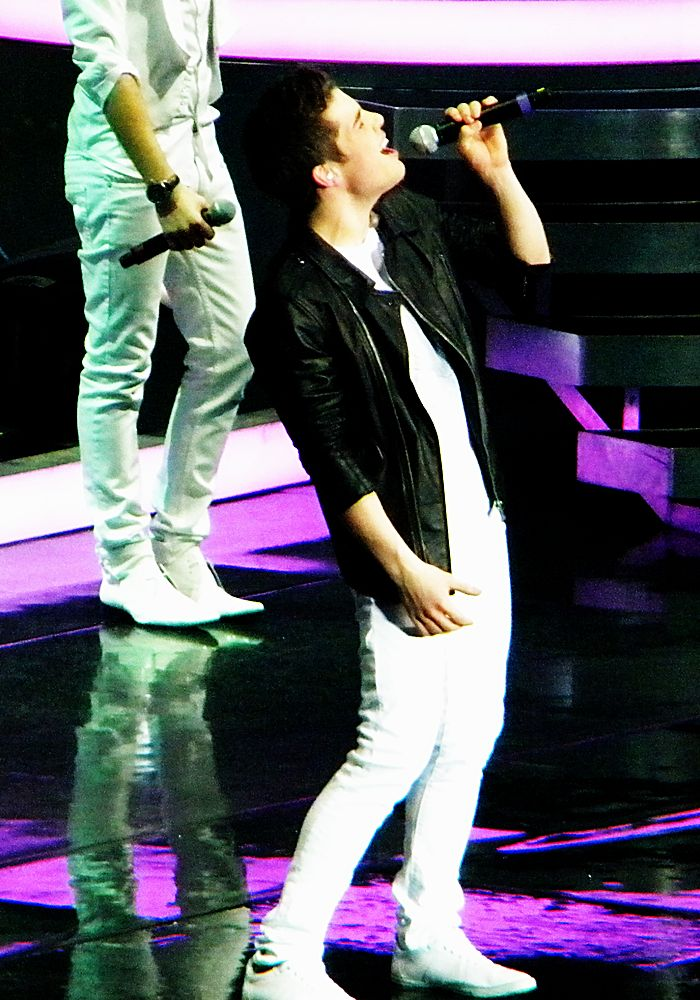
Joe McElderry, ganador de (The X Factor UK temporada 6), que se realiza en The X Factor Live gira en 2010

El ganador de  The X Factor  se adjudicó un contrato de grabación con £ 1 millón Syco Music, en asociación con Sony Music Entertainment. En la temporada 5, este acuerdo consistía en un anticipo en efectivo de £ 150.000 y el resto cubre los gastos de registro y comercialización . Otros participantes de alto rango también pueden ofrecer ofertas de grabación, pero esto no está garantizado . En la temporada 1-3, la premisa de  The X Factor  fue que el ganador sería administrado en la industria por su tutor en el programa. Con Cowell, Osbourne y Walsh como jueces / tutores, cualquiera de los tres estarían en condiciones de hacerlo. Tras el nombramiento de la cantante Minogue como juez en la temporada 4, no podría aplicarse universalmente el mismo principio. De hecho, cuando Minogue ganó la serie 4 con Leon Jackson, se designó a un nuevo gerente exterior.
 El Factor X  Live Tour es un espectáculo en vivo que recorre el Reino Unido e Irlanda en los meses siguientes a la conclusión de la serie. Cuenta con una gran variedad de finalistas y otros concursantes memorables de la más reciente 'The X Factor' 'serie' y está alojada por Jeff Brasero.

## Listado de temporadas
Hasta la fecha, 12 temporadas han sido transmitidos, como se resume a continuación.
     Participante en (o mentor de) "categoría 16–24s" 

     Participante en (o mentor de) "categoría  Chicos" 

     Participante en (o mentor de) "categoría Chicas" 

     Participante en (o mentor de) "categoría Overs", "Mayores de 25" o "Mayores de 28" 

     Participante en (o mentor de) "categoría Grupos" 
| Temporadas   | Inicio                  | Final                   | Ganador(a)       | Segundo lugar     | Tercer lugar    | Mentor ganador      | Presentador(a)                | Patrocinador UK        | Jueces                                                         | Jueces invitados                                                           |
| ------------ | ----------------------- | ----------------------- | ---------------- | ----------------- | --------------- | ------------------- | ----------------------------- | ---------------------- | -------------------------------------------------------------- | -------------------------------------------------------------------------- |
| 1            | 4 de septiembre de 2004 | 11 de diciembre de 2004 | Steve Brookstein | G4                | Tabby Callaghan | Simon Cowell        | Kate Thornton                 | Nokia                  | Louis Walsh Sharon Osbourne Simon Cowell                       | Ninguno                                                                    |
| 2            | 20 de agosto de 2005    | 17 de diciembre de 2005 | Shayne Ward      | Andy Abraham      | Journey South   | Louis Walsh         | Kate Thornton                 | Nokia                  | Louis Walsh Sharon Osbourne Simon Cowell                       | Ninguno                                                                    |
| 3            | 19 de agosto de 2006    | 16 de diciembre de 2006 | Leona Lewis      | Ray Quinn         | Ben Mills       | Simon Cowell        | Kate Thornton                 | Nokia                  | Louis Walsh Sharon Osbourne Simon Cowell                       | Paula Abdul                                                                |
| 4            | 18 de agosto de 2007    | 15 de diciembre de 2007 | Leon Jackson     | Rhydian Roberts   | Same Difference | Dannii Minogue      | Dermot O'Leary                | The Carphone Warehouse | Louis Walsh Sharon Osbourne Simon Cowell Dannii Minogue        | Brian Friedman                                                             |
| 5            | 16 de agosto de 2008    | 13 de diciembre de 2008 | Alexandra Burke  | JLS               | Eoghan Quigg    | Cheryl Cole         | Dermot O'Leary                | The Carphone Warehouse | Louis Walsh Simon Cowell Dannii Minogue Cheryl Cole            | Ninguno                                                                    |
| 6            | 22 de agosto de 2009    | 13 de diciembre de 2009 | Joe McElderry    | Olly Murs         | Stacey Solomon  | Cheryl Cole         | Dermot O'Leary                | TalkTalk               | Louis Walsh Simon Cowell Dannii Minogue Cheryl Cole            | Ninguno                                                                    |
| 7            | 21 de agosto de 2010    | 12 de diciembre de 2010 | Matt Cardle      | Rebecca Ferguson  | One Direction   | Dannii Minogue      | Dermot O'Leary                | TalkTalk               | Louis Walsh Simon Cowell Dannii Minogue Cheryl Cole            | Geri Halliwell} Natalie Imbruglia Katy Perry Pixie Lott Nicole Scherzinger |
| 8            | 20 de agosto de 2011    | 11 de diciembre de 2011 | Little Mix       | Marcus Collins    | Amelia Lily     | Tulisa Contostavlos | Dermot O'Leary                | TalkTalk               | Louis Walsh Tulisa Contostavlos Gary Barlow Kelly Rowland      | Alexandra Burke                                                            |
| 9            | 18 de agosto de 2012    | 9 de diciembre de 2012  | James Arthur     | Jahméne Douglas   | Chris Maloney   | Nicole Scherzinger  | Dermot O'Leary                | TalkTalk               | Louis Walsh Tulisa Contostavlos Gary Barlow Nicole Scherzinger | Geri Halliwell Leona Lewis Rita Ora Nicole Scherzinger Mel B Anastacia     |
| Temporada 10 | 31 de agosto de 2013    | 15 de diciembre de 2013 | Sam Bailey       | Nicholas McDonald | Luke Friend     | Sharon Osbourne     | Dermot O'Leary Caroline Flack | TalkTalk               | Louis Walsh Sharon Osbourne Gary Barlow Nicole Scherzinger     | Ninguno                                                                    |
| Temporada 11 | 30 de agosto de 2014    | 14 de diciembre de 2014 | Ben Haenow       | Fleur East        | Andrea Faustini | Simon Cowell        | Dermot O'Leary                | TalkTalk               | Louis Walsh Simon Cowell Cheryl Fernandez-Versini Mel B        | Tulisa Contostavlos                                                        |
| Temporada 12 | 29 de agosto de 2015    | 13 de diciembre de 2015 | Louisa Johnson   | Reggie 'n' Bollie | Ché Chesterman  | Rita Ora            | Caroline Flack Olly Murs      | TalkTalk               | Simon Cowell Cheryl Fernandez-Versini Nick Grimshaw Rita Ora   | Ninguno                                                                    |

## Jueces & presentadores
De la temporada 1-3, los jueces del  Factor X  eran el ejecutivo musical y productor de TV Simon Cowell y los directores de música Sharon Osbourne y Louis Walsh, aunque Paula Abdul era un juez invitado en las audiciones de Londres en la temporada 3 . El 8 de marzo de 2007, se anunció que Walsh no regresaría como juez de The X Factor (temporada 4) . El 4 de junio, se confirmó que Brian Friedman, que fue contratado después de impresionar Cowell en su espectáculo La grasa es la Palabra Walsh, sería la sustitución, junto con las noticias de la cantante australiana Dannii Minogue y juez en  Australia Got Talent . El 22 de junio, se confirmó que Friedman había sido asignado el papel de director creativo y sería sustituido en la comisión por Walsh. Minogue se convirtió en la primera mujer juez de ganar después de su victoria en la temporada 4 con Leon Jackson.
El 18 de febrero de 2016, un representante del show confirmó la partida de Grimshaw desde el panel de jueces, lo que confirma: "Estamos tristes de verlo partir, pero le deseamos todo lo mejor." Al mes siguiente, Osbourne, jueza original, se rumoreó para volver.

Jueces
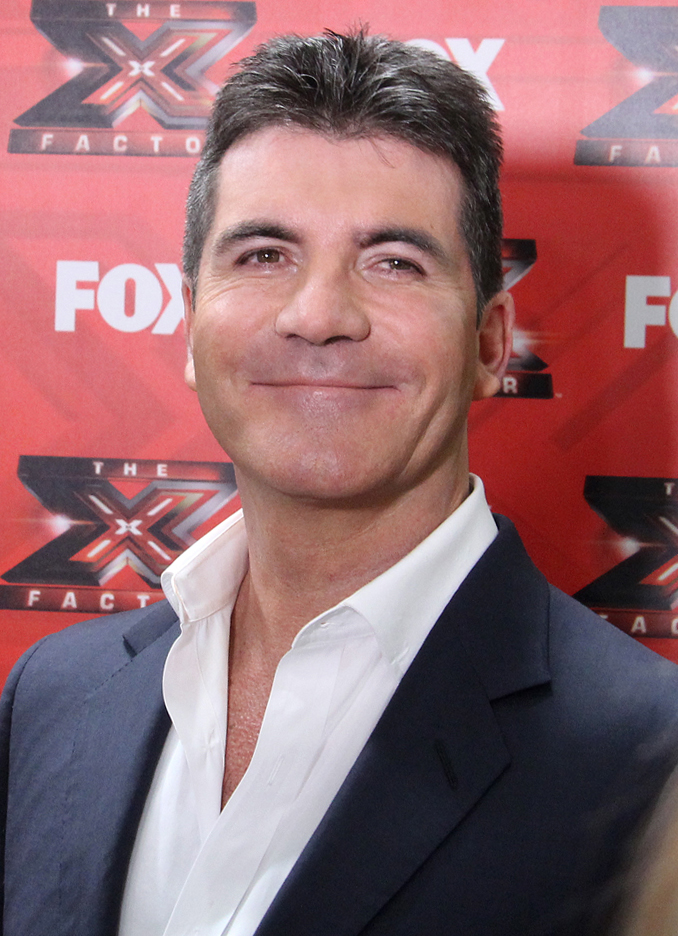
Simon Cowell (2004–10, 2014–)
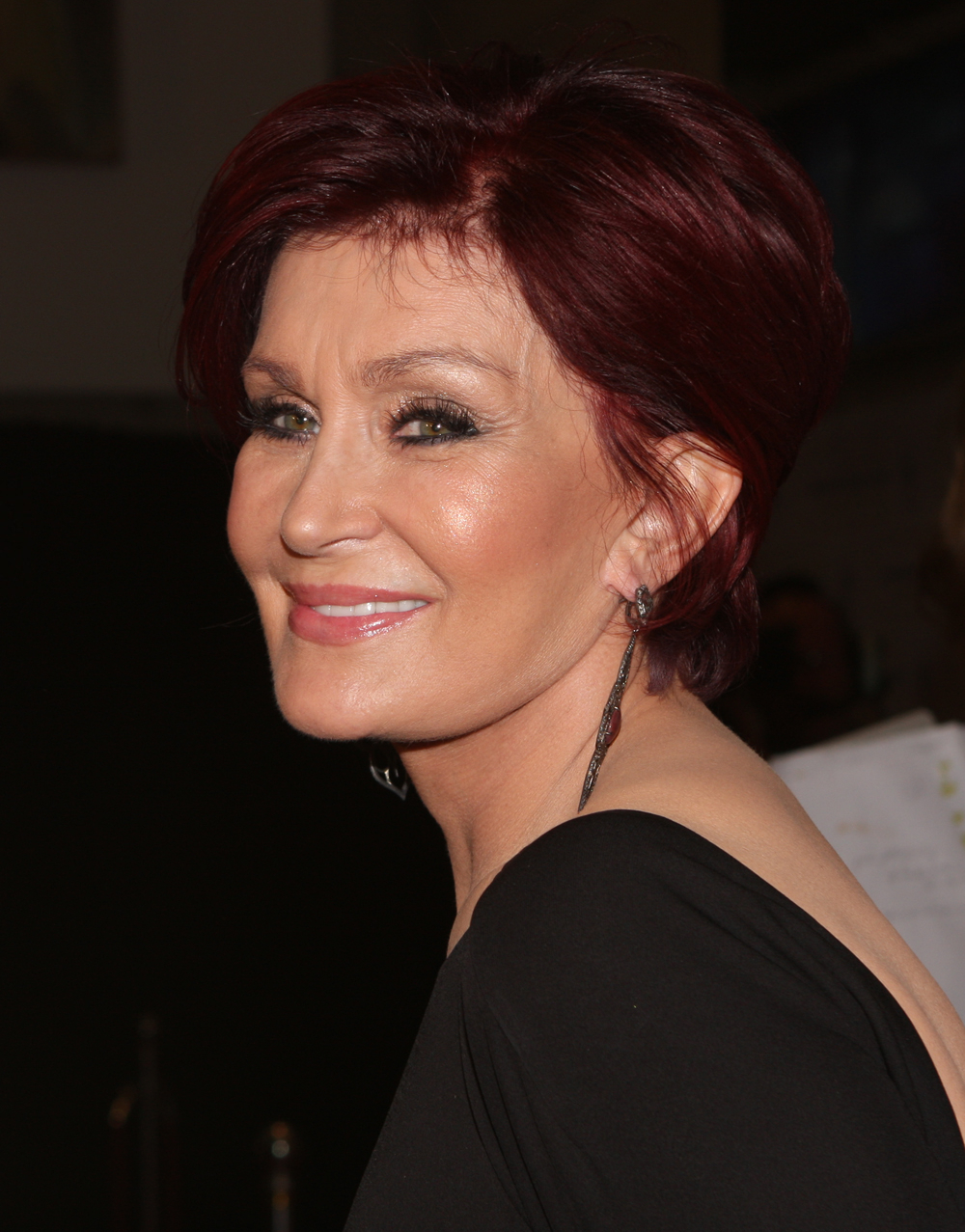
Sharon Osbourne (2004–07, 2013)
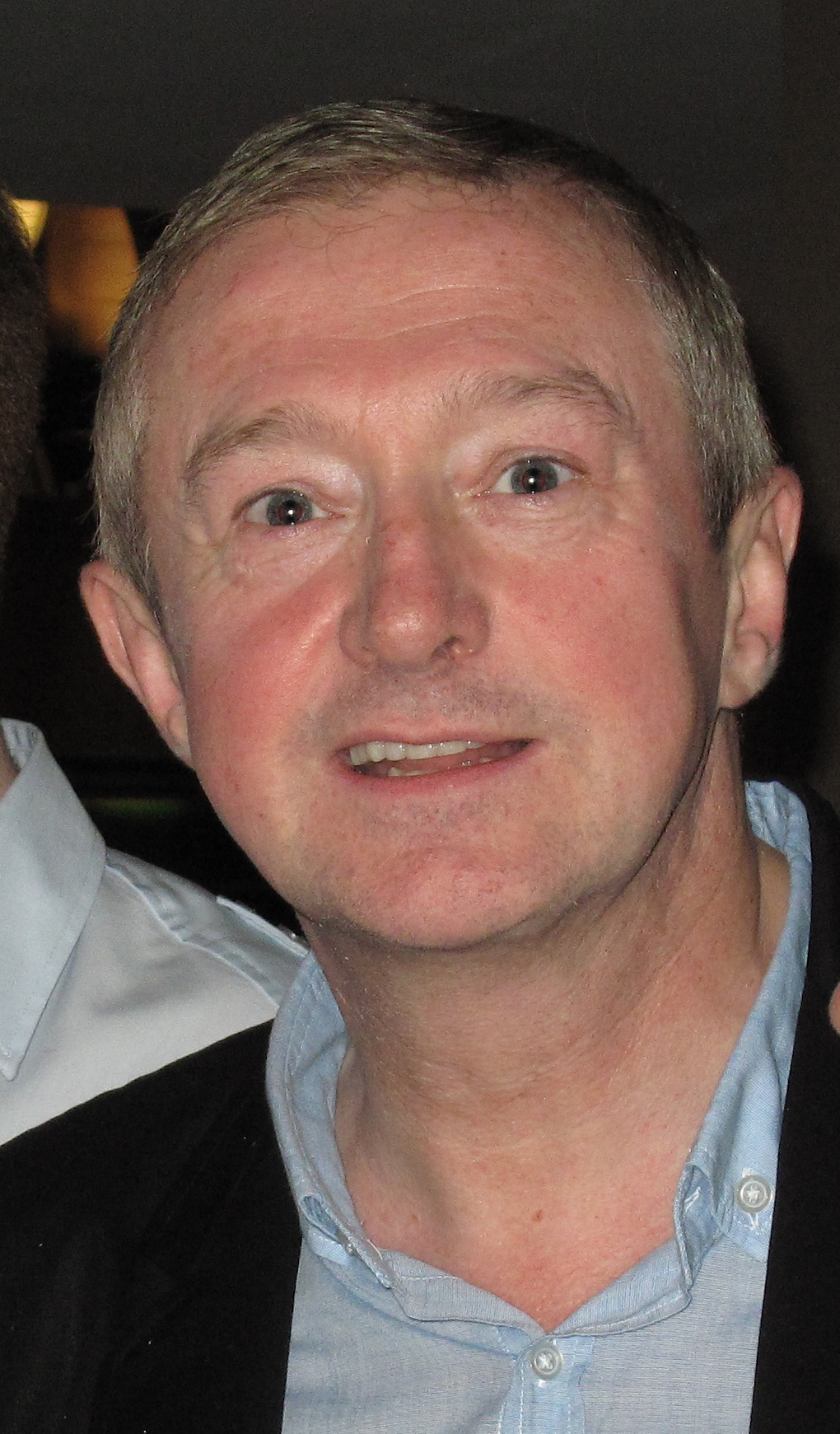
Louis Walsh (2004–14)
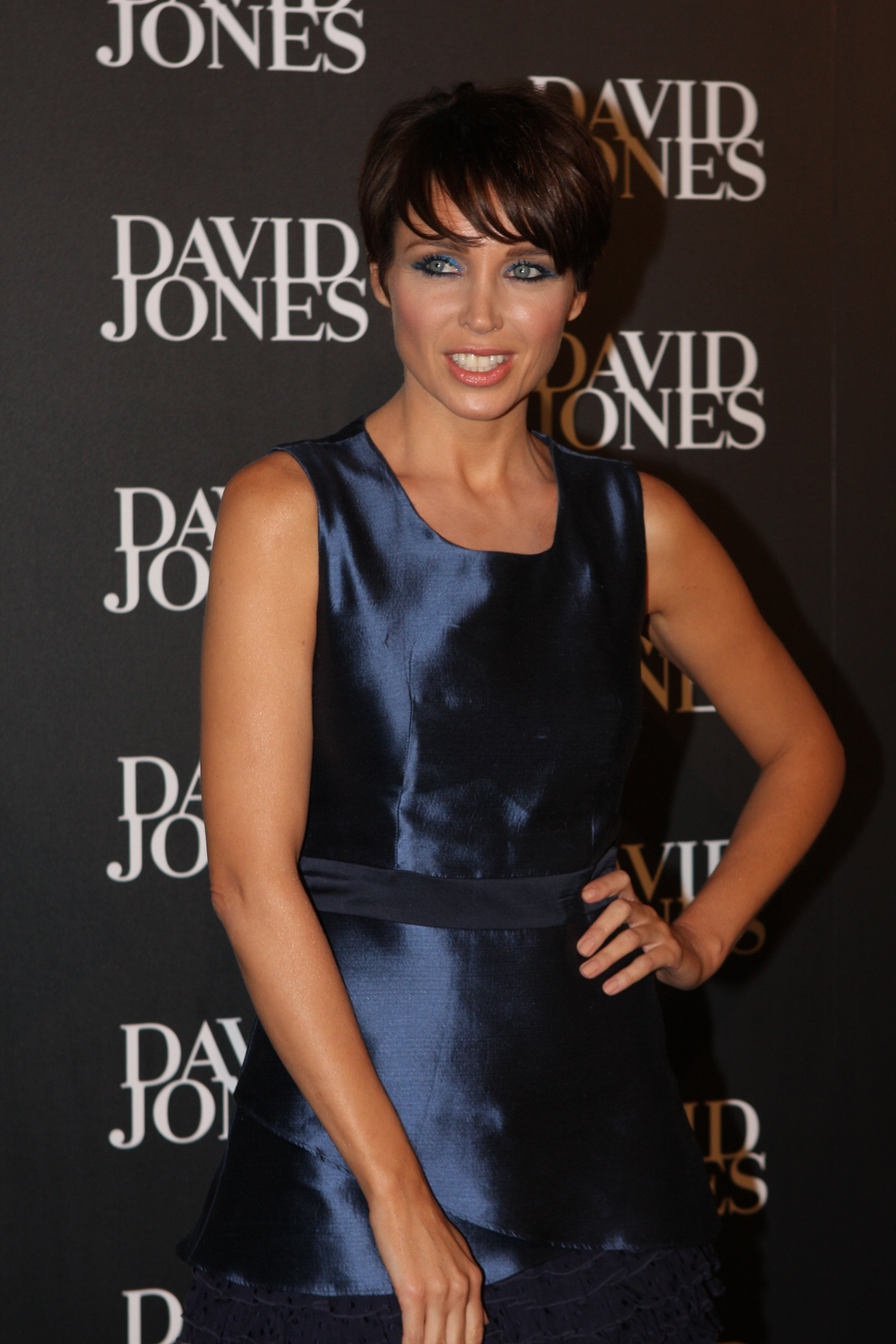
Dannii Minogue (2007–10)
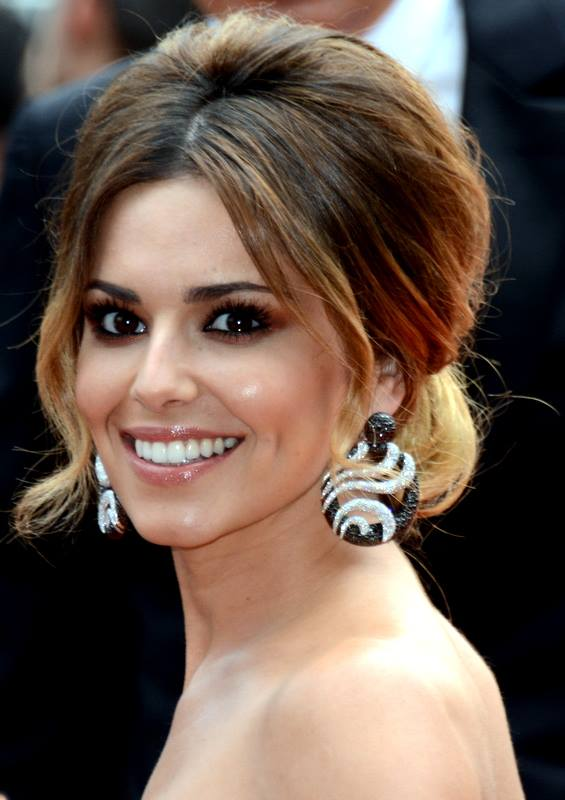
Cheryl Fernandez-Versini (2008–10, 2014–)
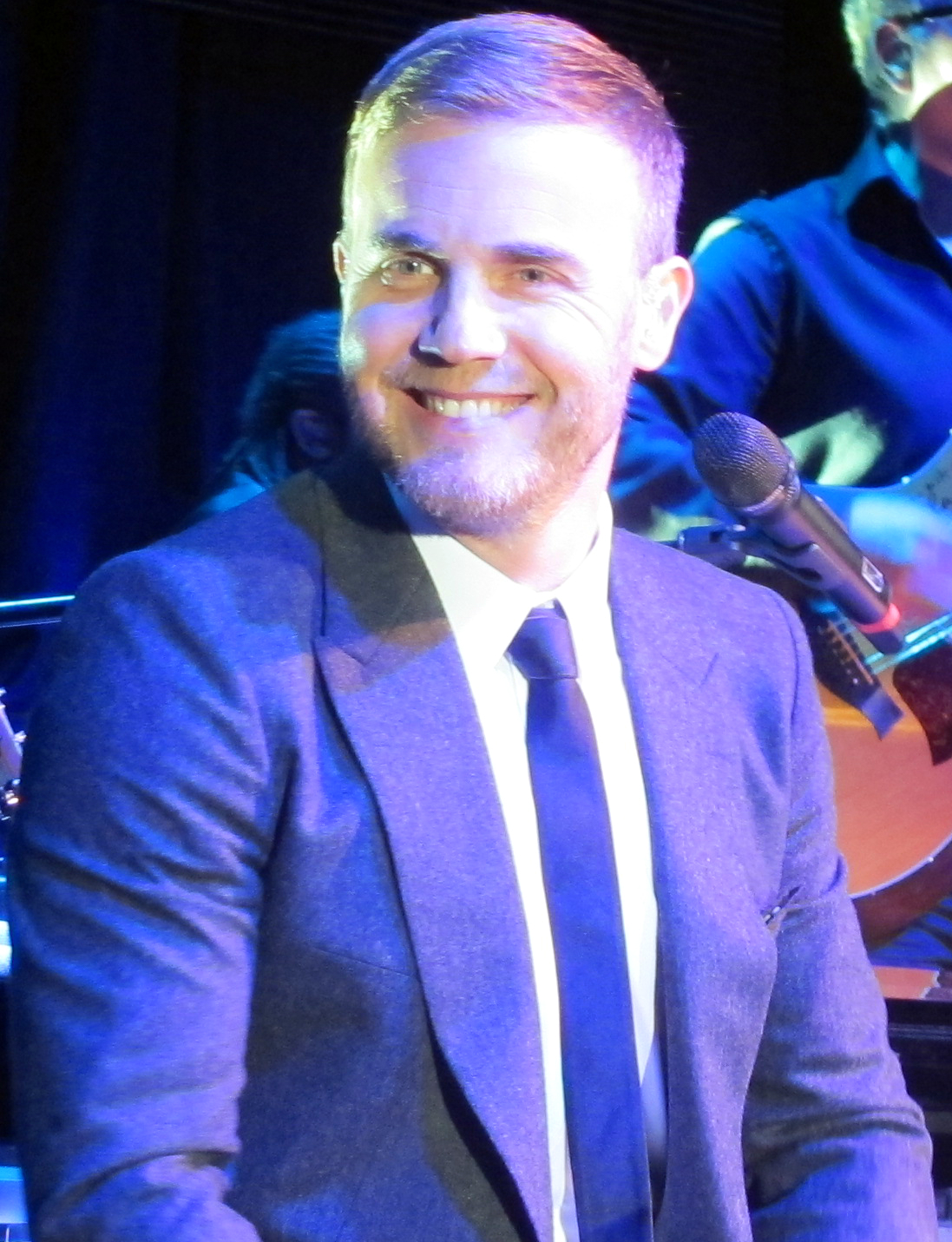
Gary Barlow (2011–13)
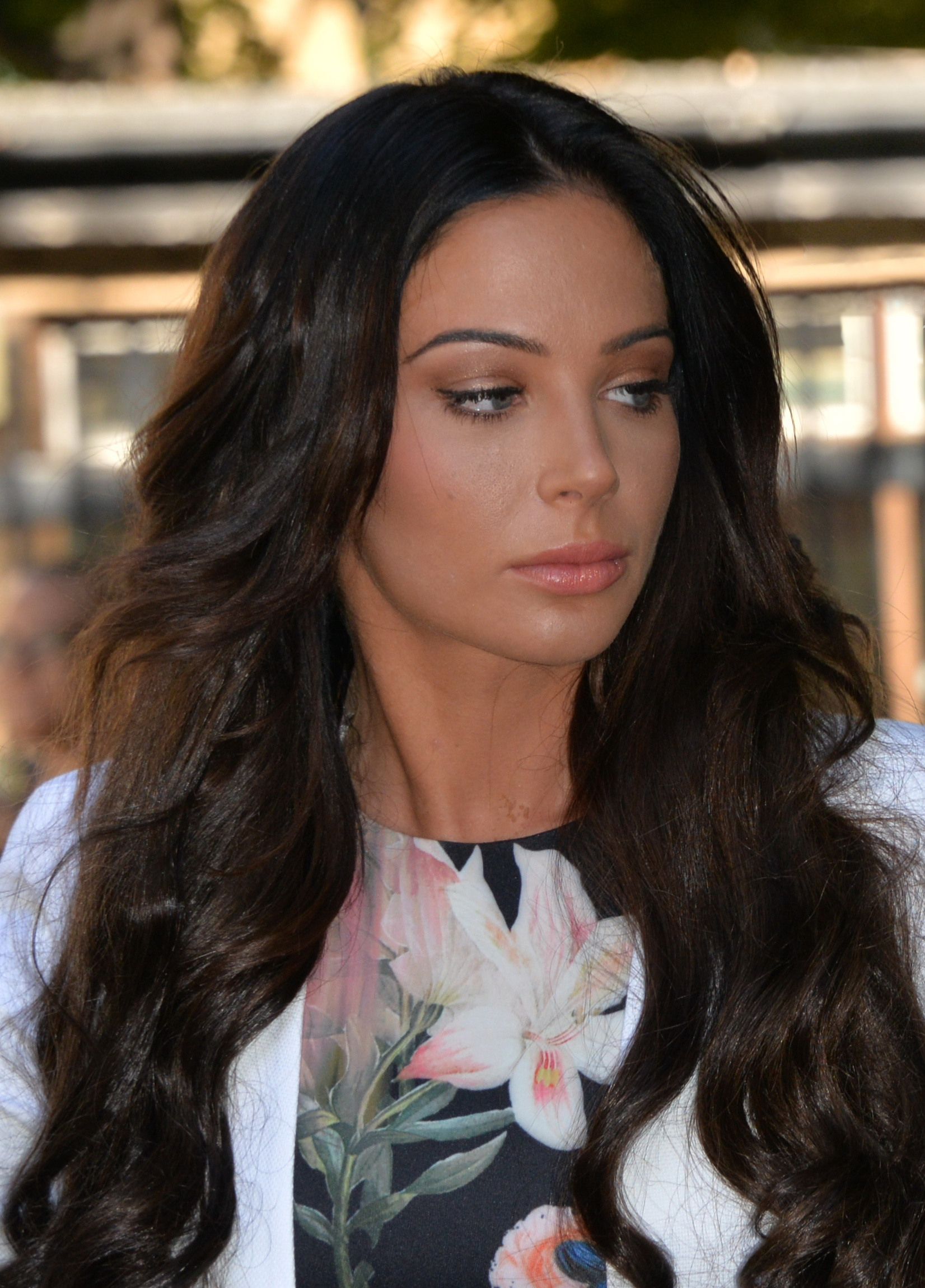
Tulisa Contostavlos (2011–12)
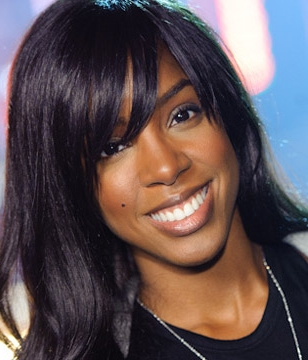
Kelly Rowland (2011)
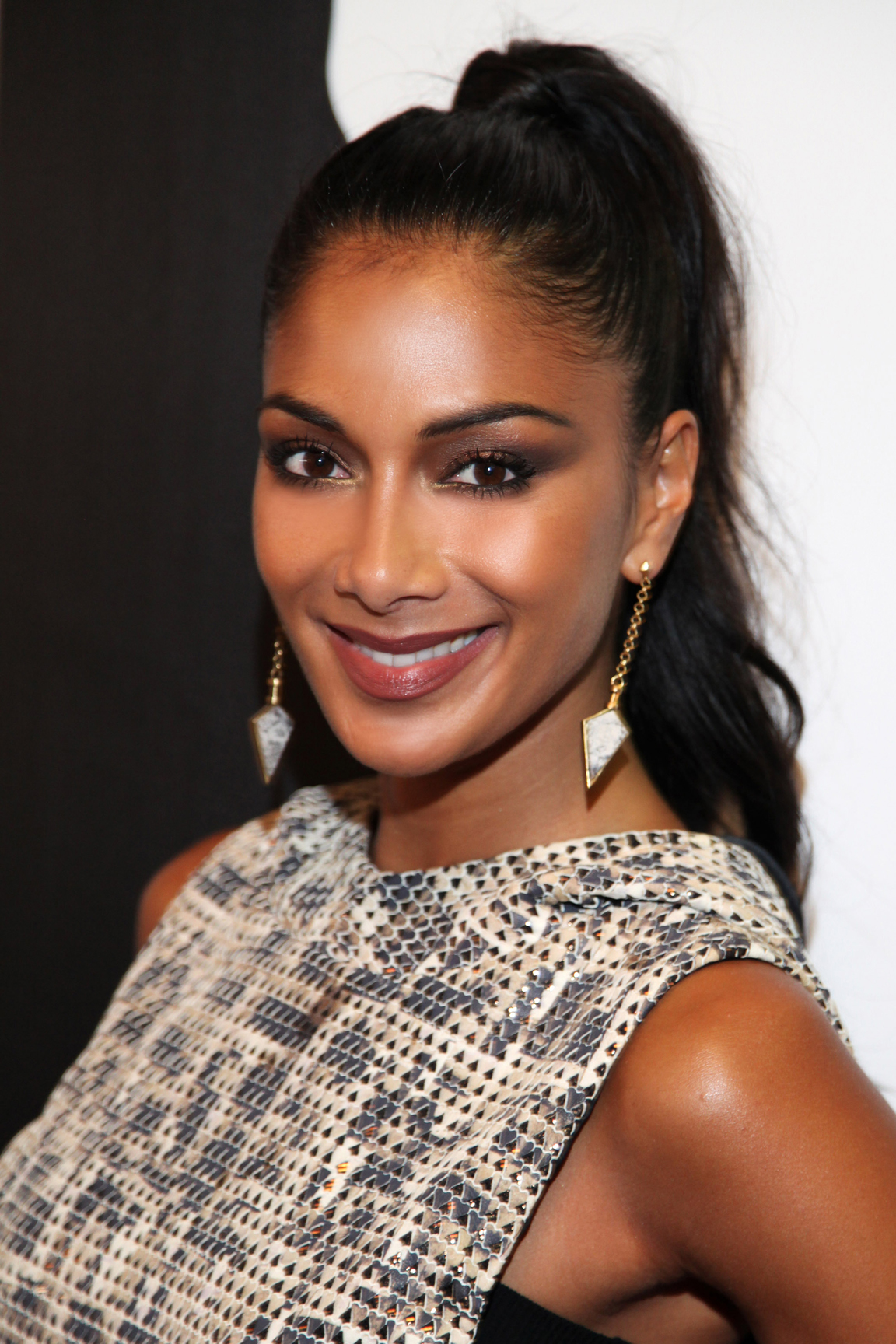
Nicole Scherzinger (2012–13)
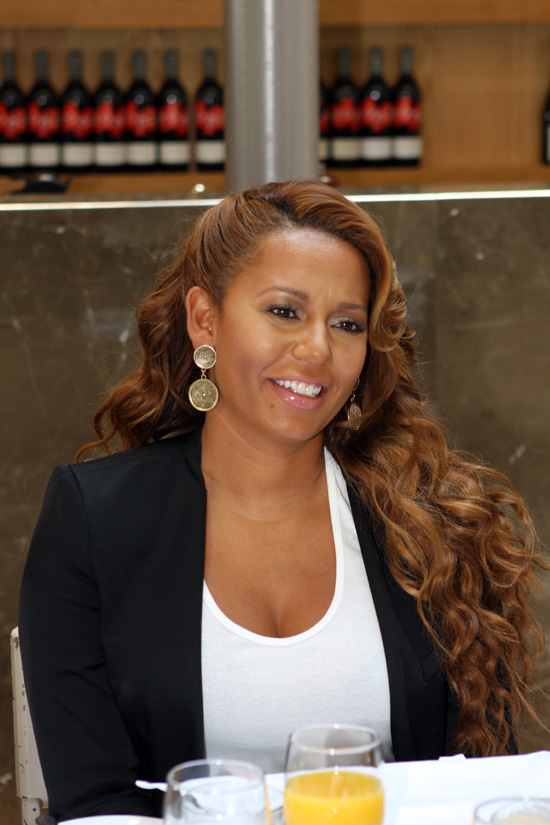
Mel B (2014)
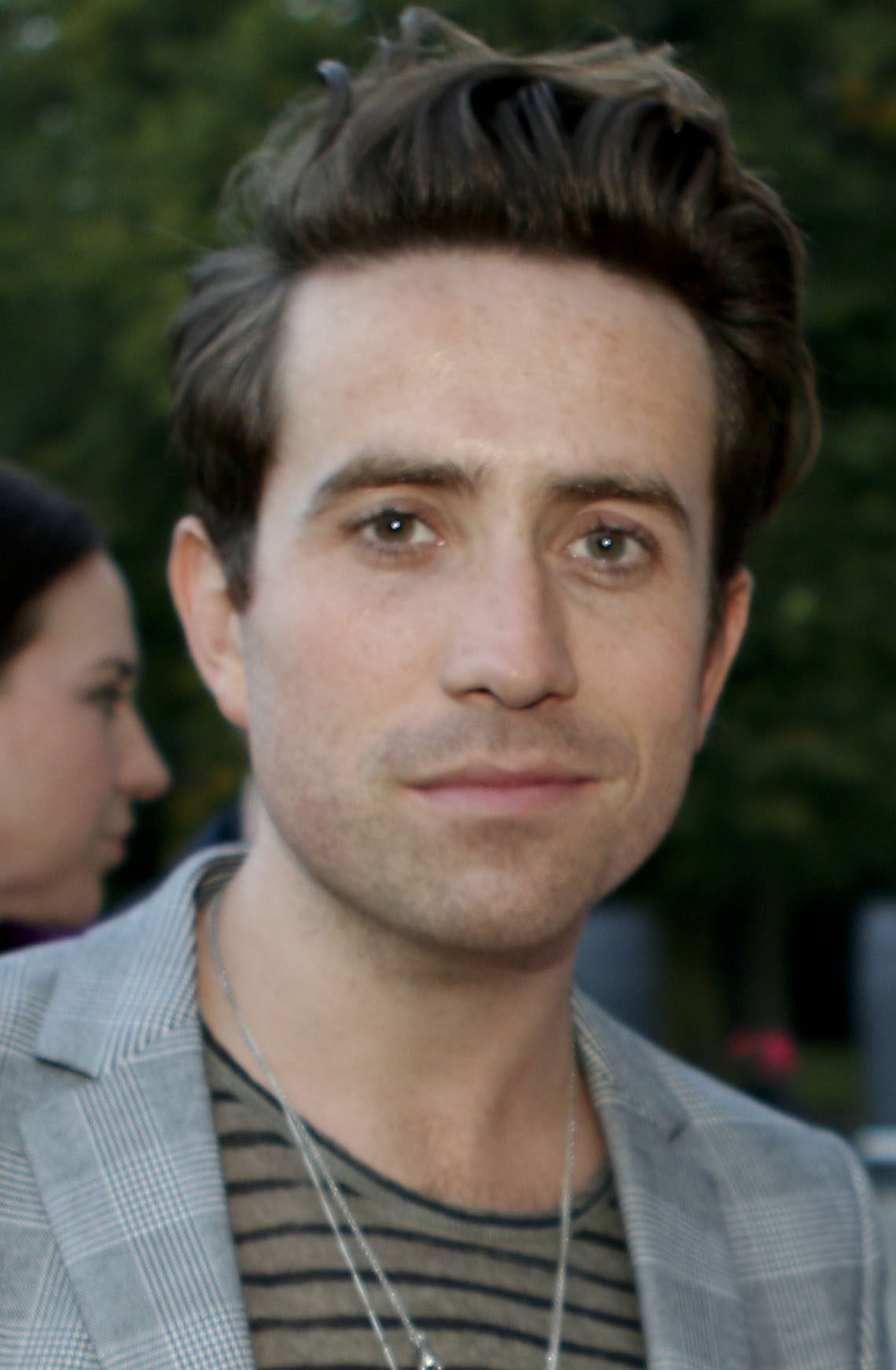
Nick Grimshaw (2015)
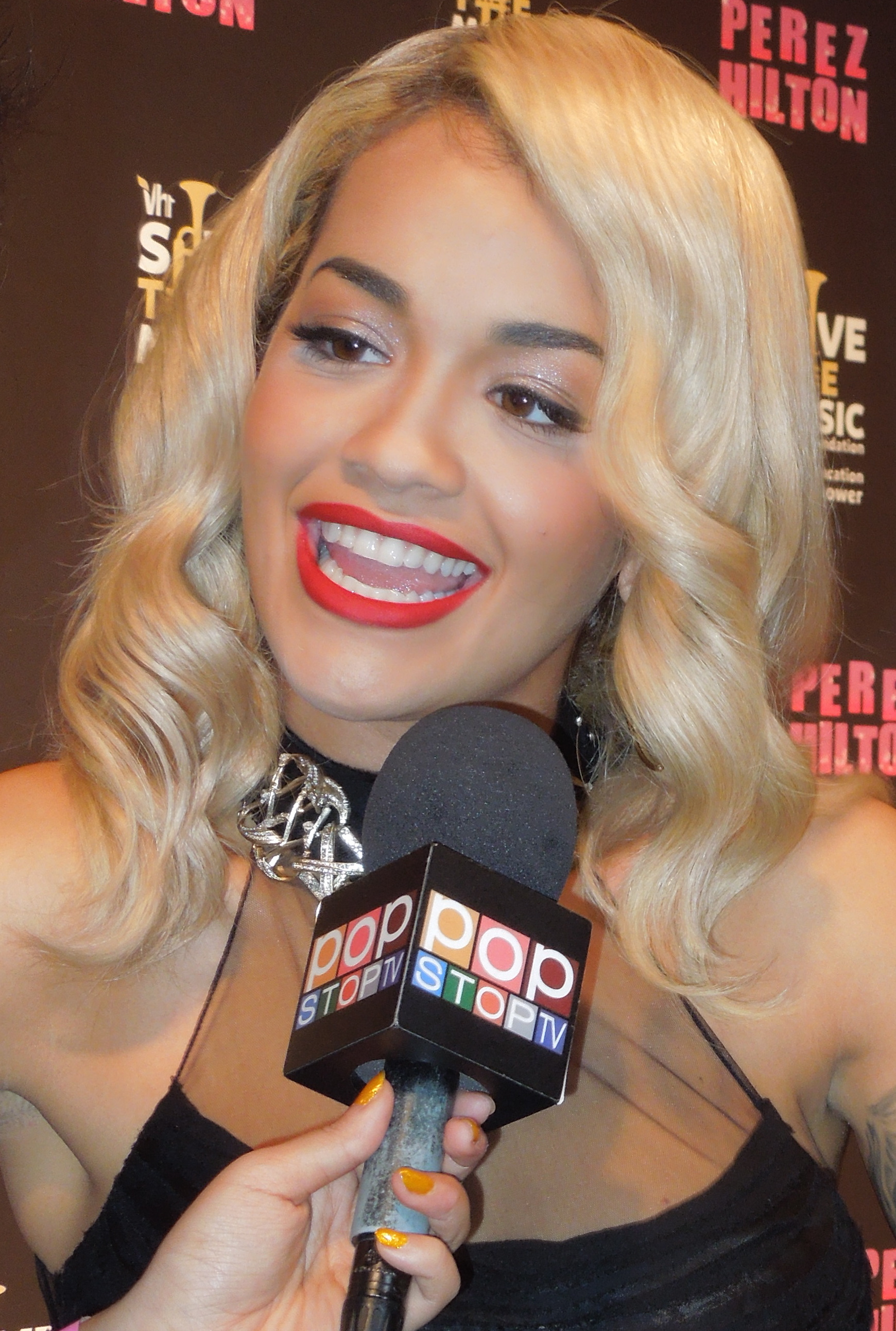
Rita Ora (2015–)

### Presentadores & demás personal
Las tres primeras temporadas de la muestra fueron recibidos por Kate Thornton. Ella fue sustituido de la temporada 4 por Dermot O'Leary que firmó un contrato por valor de £ 1 millón para presentar dos temporadas del programa en la ITV . O'Leary no se vio obligado a abandonar el show  Big Brother (UK)  franquicia y continuando presentando  Big Brother  hermana muestra durante el verano de 2007, pero más tarde se anunció que  Big Brother (UK)  iba a ser su última de  Big Brother  de alojamiento papel para que pudiera concentrarse en la presentación de  The X Factor  . En 2013, Caroline Flack se convierte en una presentadora detrás del escenario para los espectáculos en directo los sábados . El 27 de marzo de 2015, O'Leary anunció que abandonaba el programa con el fin de dedicarse a otros proyectos. El 16 de abril de 2015, ITV confirmó que tanto Olly Murs y Flack se haría cargo de la presentación de funciones, convirtiéndose en el primer dúo de acoger el espectáculo . El 21 de febrero de 2016, durante una entrevista con The Sun, Murs confirmó su decisión de abandonar la serie con el fin de centrarse en su música. En un comunicado, Murs declaró: "Esta fue una decisión muy difícil de hacer y uno que no tomo a la ligera ya que he disfrutado mucho la organización conjunta de  The X Factor " . Tras la salida de Murs del show, Flack confirmó que saldría del programa, declarando: "He tenido un tiempo genial trabajando en The X Factor en los últimos años, y conducir el programa principal era simplemente fantástico, hice algunos amigos increíbles" .

Presentadores
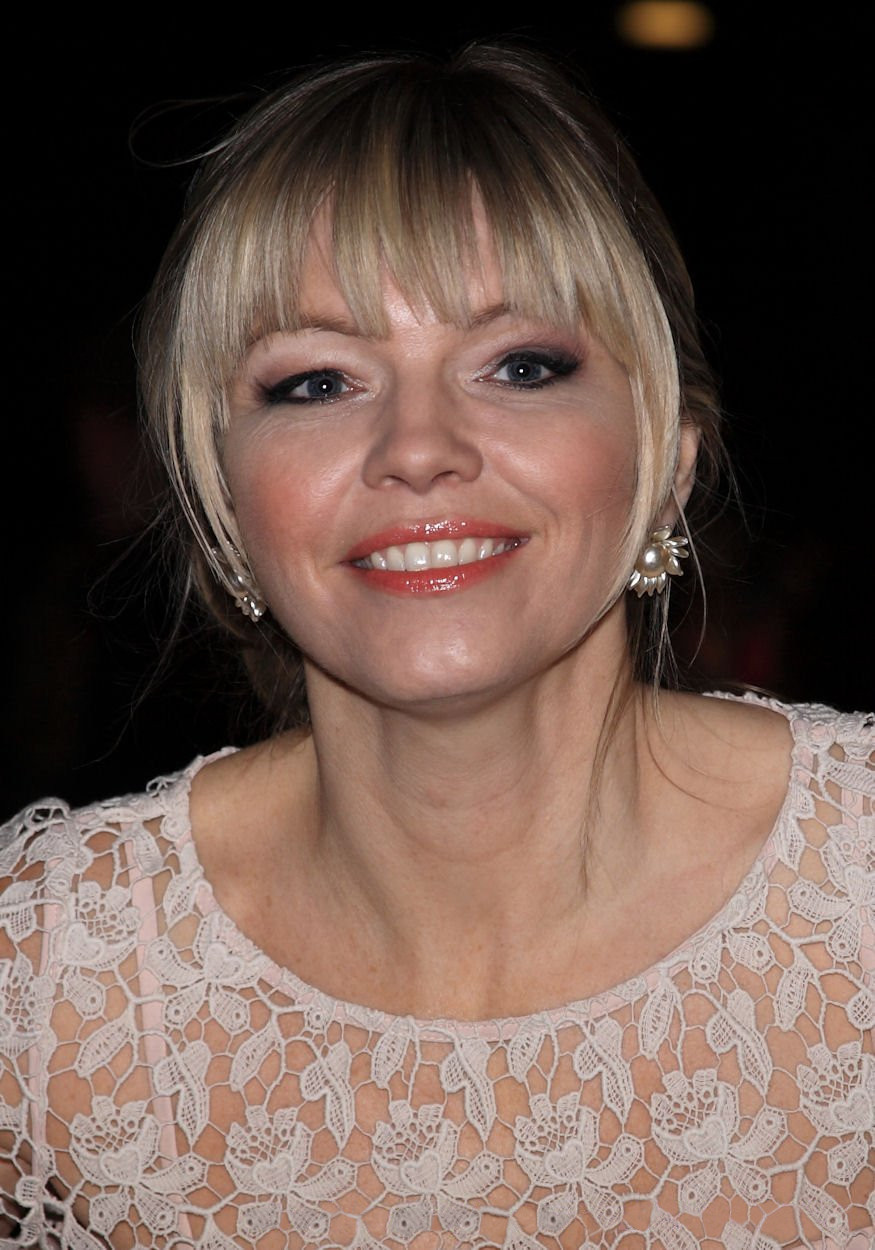
Kate Thornton (2004–06)
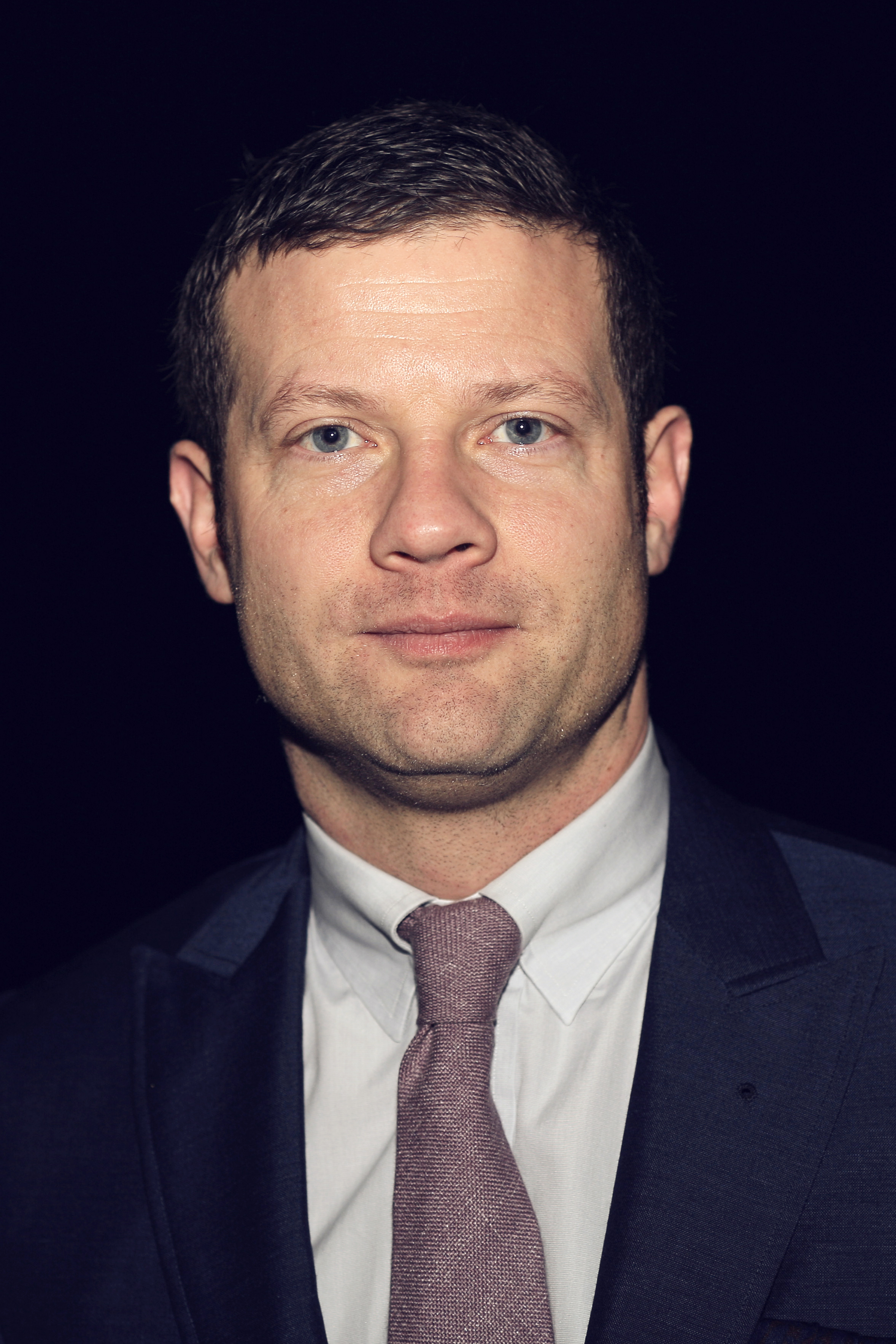
Dermot O'Leary (2007–14)
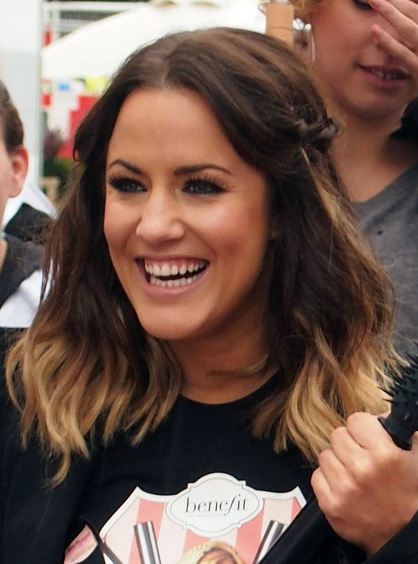
Caroline Flack (2015)
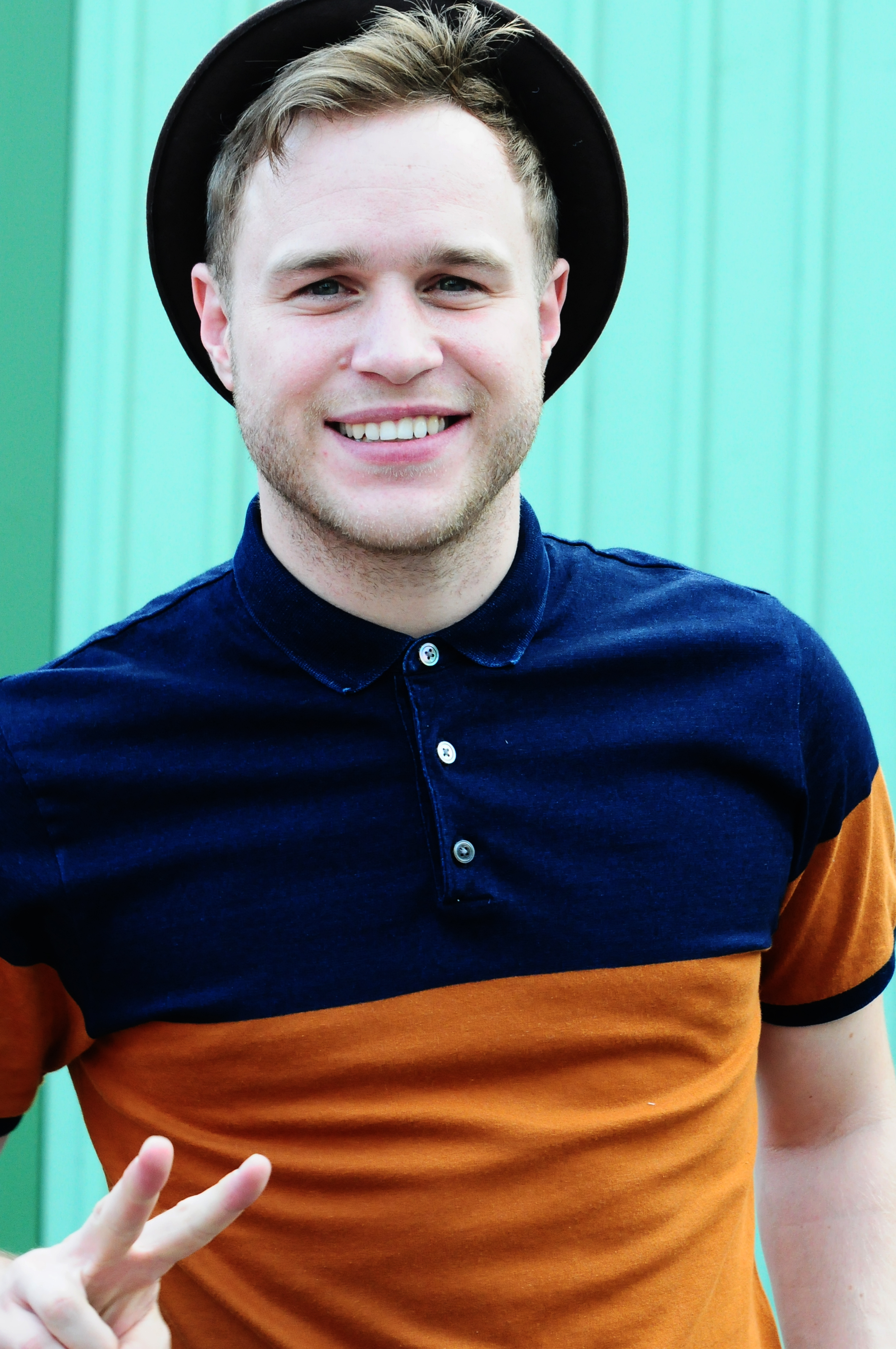
Olly Murs (2015)

### Categorías de los miembros del jurado y sus finalistas
En cada temporada, cada miembro del jurado recibe una categoría para guiar y elige un número de candidatos (tres o cuatro, dependiendo de la temporada) para ir a la final en vivo. La tabla muestra cada temporada, la categoría de cada miembro del jurado y sus respectivos ganadores.
Clave:
     – Jurado Ganador / categoría. Los ganadores están en negrita, los participantes eliminados en fuentes pequeñas.
| Temporada | Simon Cowell                                                               | Sharon Osbourne                                                      | Louis Walsh                                                           | —                                                                 |
| --------- | -------------------------------------------------------------------------- | -------------------------------------------------------------------- | --------------------------------------------------------------------- | ----------------------------------------------------------------- |
| 1         | Mayores de 25 Steve Brookstein Rowetta Satchell Verity Keays               | 16-24 Tabby Callaghan Cassie Compton Roberta Howett                  | Grupos G4 Voices with Soul 2 to Go                                    |                                                                   |
| 2         | Grupos Journey South The Conway Sisters 4Tune Addictiv Ladies              | Mayores de 25 Andy Abraham Brenda Edwards Chico Slimani Maria Lawson | 16-24 Shayne Ward Nicholas Dorsett Chenai Zinyuku Phillip Magee       |                                                                   |
| 3         | 16-24 Leona Lewis Ray Quinn Nikitta Angus Ashley McKenzie                  | Mayores de 25 Ben Mills Robert Allen Kerry McGregor Dionne Mitchell  | Grupos The MacDonald Brothers Eton Road 4Sure The Unconventionals     |                                                                   |
| Temporada | Simon Cowell                                                               | Sharon Osbourne                                                      | Louis Walsh                                                           | Dannii Minogue                                                    |
| 4         | Grupos Same Difference Hope Futureproofe                                   | Chicas Alisha Bennett Emily Nakanda Kimberley Southwic               | Mayores Niki Evans Beverley Trotman Daniel DeBourgs                   | Chicos Leon Jackson Rhydian Roberts Andy Williams                 |
| Temporada | Simon Cowell                                                               | Cheryl Cole                                                          | Louis Walsh                                                           | Dannii Minogue                                                    |
| 5         | Chicos Eoghan Quigg Austin Drage Scott Bruton                              | Chicas Alexandra Burke Diana Vickers Laura Whit                      | Grupos JLS (banda de pop) Girlband Bad Lashes                         | Mayores de 25 Ruth Lorenzo Rachel Hylton Daniel Evans             |
| 6         | Mayores de 25 Olly Murs Danyl Johnson Jamie Archer                         | Chicos Joe McElderry Lloyd Daniels Rikki Loney                       | Grupos Jedward Miss Frank Kandy Rain                                  | Chicas Stacey Solomon Lucie Jones Rachel Adedeji                  |
| 7         | Grupos One Direction Belle Amie Diva Fever F.Y.D.                          | Chicas Rebecca Ferguson Cher Lloyd Katie Waissel Treyc Cohen         | Mayores de 25 Mary Byrne Wagner John Adeleye Storm Lee                | Chicos Matt Cardle Paije Richardson Aiden Grimshaw Nicolò Festa   |
| Temporada | Gary Barlow                                                                | Tulisa Contostavlos                                                  | Louis Walsh                                                           | Kelly Rowland                                                     |
| 8         | Chicos Marcus Collins Craig Colton Frankie Cocozza James Michael           | Grupos Little Mix The Risk Nu Vibe 2 Shoes                           | Mayores de 25 Kitty Brucknell Johnny Robinson Sami Brookes Jonjo Kerr | Chicas Amelia Lily Misha B Janet Devlin Sophie Habibi             |
| Temporada | Gary Barlow                                                                | Tulisa Contostavlos                                                  | Louis Walsh                                                           | Nicole Scherzinger                                                |
| 9         | Mayores de 28 Christopher Maloney Kye Sones Melanie Masson Carolynne Poole | Chicas Ella Henderson Lucy Spraggan Jade Ellis                       | Grupos Union J District3 MK1                                          | Chicos James Arthur Jahméne Douglas Rylan Clark                   |
| Temporada | Gary Barlow                                                                | Sharon Osbourne                                                      | Louis Walsh                                                           | Nicole Scherzinger                                                |
| 10        | Grupos Rough Copy Kingsland Road Miss Dynamix                              | Mayores de 25 Sam Bailey Shelley Smith Lorna Simpson                 | Chicos Nicholas McDonald Luke Friend Sam Callahan                     | Chicas Tamera Foster Hannah Barrett Abi Alton                     |
| Temporada | Simon Cowell                                                               | Cheryl Fernandez-Versini                                             | Louis Walsh                                                           | Mel B                                                             |
| 11        | Mayores de 25 Ben Haenow Fleur East Stevi Ritchie Jay James                | Chicas Lauren Platt Lola Saunders Chloe Jasmine Stephanie Nala       | Grupos Stereo Kicks Only The Young Overload Generation Blonde Electra | Chicos Andrea Faustini Paul Akister Jack Walton Jake Quickenden   |
| Temporada | Simon Cowell                                                               | Cheryl Fernandez-Versini                                             | Nick Grimshaw                                                         | Rita Ora                                                          |
| 12        | Mayores Anton Stephans Max Stone Bupsi                                     | Grupos Reggie 'N' Bollie 4th Impact Alien Uncovered                  | Chicos Ché Chesterman Mason Noise Seann Miley Moore                   | Chicas Louisa Johnson Lauren Murray Monica Michael Kiera Weathers |

## Ganadores
La tabla se resumen los ganadores de cada temporada, su categoría y mentor.
| Temporada | Ganador          | Categoría  | Mentor / Jurado     |
| --------- | ---------------- | ---------- | ------------------- |
| 1         | Steve Brookstein | Más de 25  | Simon Cowell        |
| 2         | Shayne Ward      | 16-24 años | Louis Walsh         |
| 3         | Leona Lewis      | 16-24 años | Simon Cowell        |
| 4         | Leon Jackson     | Chicos     | Dannii Minogue      |
| 5         | Alexandra Burke  | Chicas     | Cheryl Cole         |
| 6         | Joe McElderry    | Chicos     | Cheryl Cole         |
| 7         | Matt Cardle      | Chicos     | Dannii Minogue      |
| 8         | Little Mix       | Grupos     | Tulisa Contostavlos |
| 9         | James Arthur     | Chicos     | Nicole Scherzinger  |
| 10        | Sam Bailey       | Más de 25  | Sharon Osbourne     |
| 11        | Ben Haenow       | Más de 25  | Simon Cowell        |
| 12        | Louisa Johnson   | Chicas     | Rita Ora            |
| 13        | Matt Terry       | Chicos     | Nicole Scherzinger  |